# Hyposmocoma argomacha
Hyposmocoma argomacha is een vlinder uit de familie van de prachtmotten (Cosmopterigidae). De wetenschappelijke naam van de soort is voor het eerst geldig gepubliceerd in 1935 door Edward Meyrick.